# Idiomysis
Genre
Idiomysis est un genre de crustacés de la famille des Mysidae.

## Liste des espèces
Selon World Register of Marine Species (2 septembre 2015) :
- Idiomysis diadema Wittmann, 2016
- Idiomysis inermis W. Tattersall, 1922
- Idiomysis japonica Murano, 1978
- Idiomysis mozambicus Deprez, Wooldridge & Mees, 2001
- Idiomysis robustus Connell, 2008
- Idiomysis tsurnamali Bacescu, 1973

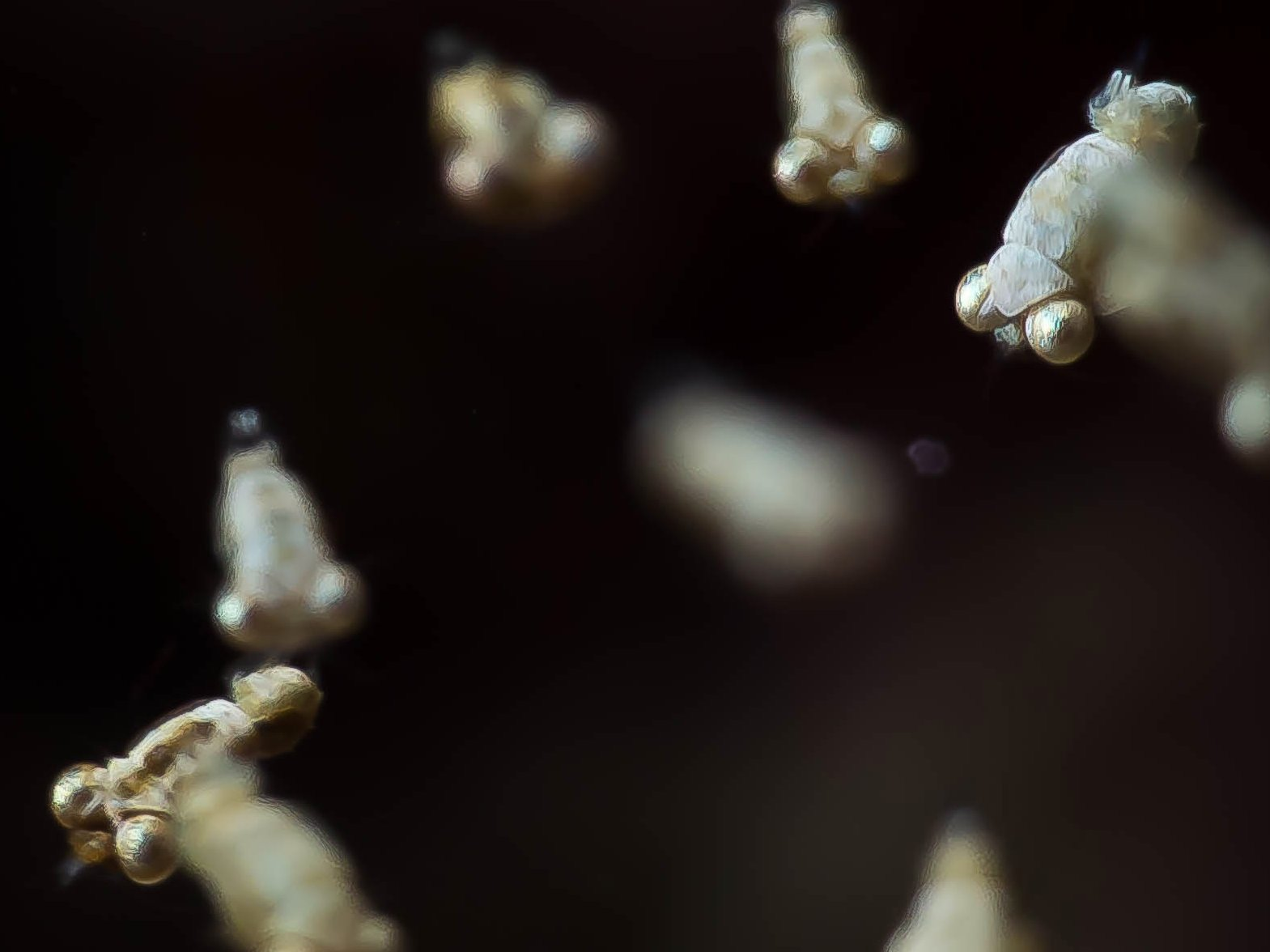
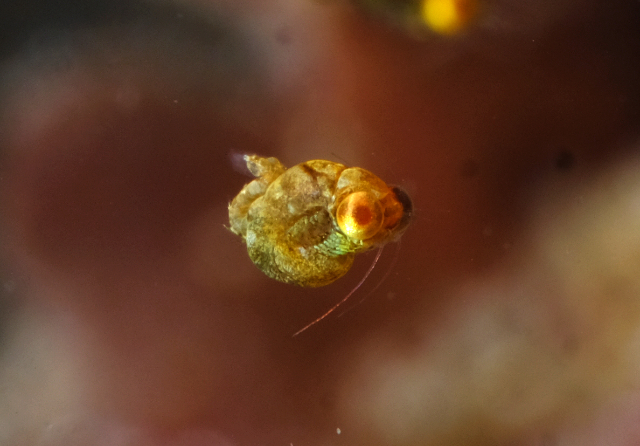
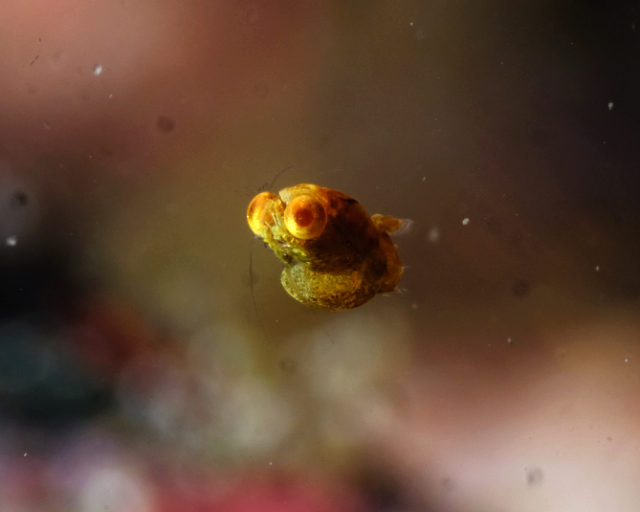
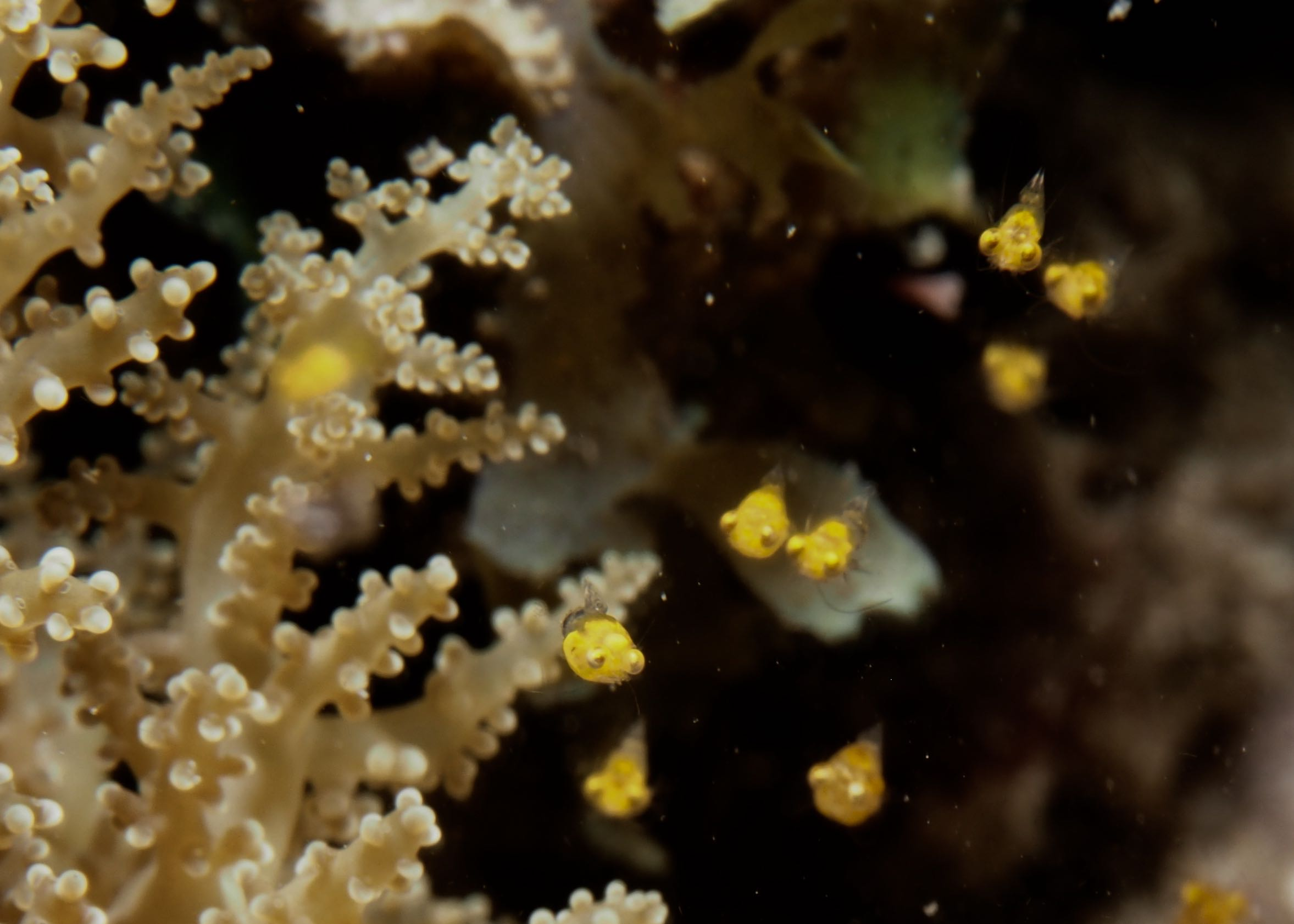